# Friedman-számok
A Friedman-számok Erich Friedmanról, a floridai DeLandban működő Stetson Egyetem matematika professzoráról elnevezett olyan pozitív egész számok, melyek adott számrendszerben kifejezhetők saját számjegyeikkel felírva a négy alapművelet (+, −, ×, ÷) és esetleg a hatványozás segítségével. Például a 347 tízes számrendszerben Friedman-szám, mivel 347 = 73 + 4. Az első néhány Friedman-szám:
25, 121, 125, 126, 127, 128, 153, 216, 289, 343, 347, 625, 688, 736, 1022, 1024, 1206, 1255, 1260, 1285, 1296, 1395, 1435, 1503, 1530, 1792, 1827, 2048, 2187, 2349, 2500, 2501, 2502, 2503, 2504, 2505, 2506, 2507, 2508, 2509, 2592, 2737, 2916, 3125, 3159 (A036057 sorozat az OEIS-ben).
A zárójelezés megengedett, de kizárólag a precedencia-szabályok felülbírálása céljából, például az 1024 = (4 − 2)10 esetben. Ha műveleti jelek nélkül is megengednénk a zárójelezés használatát, az triviális Friedman-számokat eredményezne, pl. 24 = (24). Szintén nem szabályos a számok elé nullákat írni, mert azzal is túl egyszerűen lehetne Friedman-számokat generálni, pl. 001729 = 1700 + 29.
„Szép” vagy „rendes” a Friedman-szám, ha a felírásában ugyanolyan sorrendben szerepelnek a számjegyek, mint az eredeti számban. Például a 127 = 27 − 1 felírható úgy is, mint 127 = −1 + 27. Az első néhány szép Friedman-szám:
127, 343, 736, 1285, 2187, 2502, 2592, 2737, 3125, 3685, 3864, 3972, 4096, 6455, 11264, 11664, 12850, 13825, 14641, 15552, 15585, 15612, 15613, 15617, 15618, 15621, 15622, 15623, 15624, 15626, 15632, 15633, 15642, 15645, 15655, 15656, 15662, 15667, 15688, 16377, 16384, 16447, 16875, 17536, 18432, 19453, 19683, 19739 (A080035 sorozat az OEIS-ben).
Erich Friedman weboldalán felsorol mintegy száz zérómentes pándigitális Friedman-számot. Kettő közülük: 123456789 = ((86 + 2 × 7)5 − 91) / 34 és 987654321 = (8 × (97 + 6/2)5 + 1) / 34, mindkettőt Mike Reid és Philippe Fondanaiche fedezte fel. Csak egyetlen rendes Friedman-szám van közöttük: 268435179 = −268 + 4(3×5 − 17) − 9.
Michael Brand megmutatta, hogy a Friedman-számok sűrűsége a természetes számok között  1, azaz annak a valószínűsége, hogy az 1 és n között véletlenszerűen kiválasztott egész szám Friedman-szám legyen, 1-hez tart, ha n tart a végtelenhez. Az eredményt igazolta bármilyen számrendszerbeli Friedman-számokra. Bebizonyította továbbá a tétel igazságát a kettes, hármas és négyes számrendszerbeli rendes Friedman-számokra is. A tízes számrendszerben ez a kérdés még eldöntetlen.
Figyelembe véve, hogy minden 25×102n alakú szám leírható olyan alakban is, hogy 500...02 (n darab 0-val), könnyen található akárhány egymást követő Friedman-szám. A Friedman által említett példa szerint 250068 = 5002 + 68, amiből kikövetkeztethető, hogy a 250000 és 250099 közötti számok egymást követő Friedman-számok.
Fondanaiche szerint a legkisebb repdigit szép Friedman-szám tízes számrendszerben a 99999999 = (9 + 9/9)9−9/9 − 9/9. Brandon Owens bebizonyította, hogy a 24-nél több jegyű repdigitek bármilyen számrendszerben szép Friedman-számok.
A vámpír számok olyan Friedman-számok, ahol az egyetlen megengedett művelet a szorzás a szám két ugyanannyi számjegyből álló része között, pl. 1260 = 21 × 60.

## Fordítás
- Ez a szócikk részben vagy egészben a Friedman number című angol Wikipédia-szócikk ezen változatának fordításán alapul.  Az eredeti cikk szerkesztőit annak laptörténete sorolja fel. Ez a jelzés csupán a megfogalmazás eredetét és a szerzői jogokat jelzi, nem szolgál a cikkben szereplő információk forrásmegjelöléseként.